# シムス (企業)
シムス株式会社（英: SIMS Co., Ltd.）は、日本の東京都渋谷区に本社を置く、ゲームソフトの開発・販売および派遣を事業内容とする日本の企業。

## 沿革
1991年6月12日創業。セガ・エンタープライゼスと、同年5月にサンリツ電気の社長を退任した重田守らによって設立された。会社設立時の資本比率はセガが約67%、重田と社内スタッフが33%であったが、その後1997年4月の時点ではセガ100%資本になっており、2004年6月25日にセガから完全独立した。

## 開発タイトル
代表作としては、メガドライブから発売された『OutRun-2019』や、ドリームキャストで発売された『まぼろし月夜』がある。後者は、2000年4月6日にナグザットから発売されたプレイステーション版の移植も、この時点ではまだセガの完全子会社だったシムスが担当している。そのため、セガがドリームキャストから撤退を発表する以前に、セガの完全子会社がライバルハードであるプレイステーションのソフトを開発するという稀有な例が派生している。
ホームページの製品情報も参照。
- アウトラン
- テクモワールドカップ 92 MD
- カプコンのクイズ殿様の野望
- OutRun-2019
- テイルスのスカイパトロール
- まぼろし月夜
- 春雨曜日
- エレミックス!
- ヴァイ 流星の鎧
- ゲットバス(ドリームキャスト版)
  - ウチ釣りッ！ バスフィッシング(ゲットバスのWii版)
- セガ マリンフィッシング(AC版、PC版、ドリームキャスト版)
- トップアングラー
- SuperLite 2000釣り ビッグバス バス釣り完全攻略
  - Mark Davis Pro Bass Challenge(英語版)
- バスフィッシングWii
- バスフィッシングWii ワールドトーナメント
- 釣りの達人 FISH ON
- FISH ON NEXT
- レジェンダリーフィッシング
- フィッシュアイズ・ポータブル
- フィッシュアイズWii
- フィッシュアイズ チャレンジ